# Нуріє Біязова
Нуріє Біязова (крим. Nuriye Biyazova, 21 лютого 1928 — 20 травня 2018) — кримськотатарська активістка, письменниця.

## Життєпис
Народилася 21 лютого 1928 року в Бахчисараї. 18 травня 1944 року її сім'ю депортували до Узбекистану, де померли її сестри та батьки. У 1989 році повернулася в Україну до Криму. З 1989 року стала активісткою кримськотатарського національного руху.
Видала автобіографічну книгу під назвою «Відображення» про депортацію кримськотатарського народу у 1944 році.
|  | Це історичний матеріал на основі особистих спогадів. Текст спочатку вийшов у газеті, а цього року видана книга. Мені хочеться, щоб нащадки знали про всі випробування, що випали на долю кримських татар у вигнанні, щоб пам'ятали про поневіряння й жертви, яких зазнав наш народ унаслідок депортації — Нуріє Біязова |